# Temple de Preah Vihear
 (octobre 2016).
Le temple de Preah Vihear, (en khmer : ប្រាសាទព្រះវិហារ, Prasat Preah Vihea) est un temple du Cambodge érigé durant l'Empire khmer au sommet d'une colline des Monts Dângrêk, à plus de 500 mètres d'altitude. Dédié au dieu hindou Shiva, et aujourd'hui temple bouddhiste, il se compose d'une série de sanctuaires reliés par un système de chaussées et d'escaliers s’étendant sur un axe nord-sud de 800 mètres. Le temple actuel date de la première moitié du XIe siècle, bien que le site ait été occupé par un ermitage dès le IXe siècle.
Le site a été inscrit sur la liste du patrimoine mondial de l’UNESCO le 7 juillet 2008 pour son « architecture, adaptée à la fois aux contraintes naturelles du site et aux fonctions religieuses du temple, ainsi que pour la qualité des ornementations de pierre sculptée ». 
L'UNESCO considère ce temple comme ayant « une valeur universelle exceptionnelle » et lui attribue ainsi le critère suivant :
« Critère (i) : Preah Vihear est un chef-d’œuvre remarquable de l’architecture khmère. Il est très « pur » dans sa configuration comme dans la finesse de ses décors. »
Situé sur la frontière entre le Cambodge et la Thaïlande dans la province cambodgienne de Preah Vihear qui lui donne son nom, il est depuis 1953 la source d'un contentieux frontalier. Ce qui explique la présence discrète, mais visible, de l'armée cambodgienne sur l'ensemble du site.

## Dénominations et étymologies
En khmer, prasat (ប្រាសាទ) signifie « château » et, dans le cas présent, par extension, « temple ». Ce terme est toutefois rarement utilisé pour se référer à Preah Vihear. Les Thaïlandais ont appelé Khao Phra Wihan la zone située sur leur pays en référence au même temple qu'ils revendiquent et à partir de laquelle la visite est possible.

## Architecture

Plan du site.

### Situation générale
Le temple est un ensemble architectural khmer exceptionnel composé de plusieurs gopuras reliés entre eux par des voies et des escaliers sur environ 800 mètres dans un environnement naturel grandiose.
Certains prétendent même qu’il s’agit de la construction la plus spectaculaire de tous les temples construits pendant les six siècles que dura l’Empire khmer. En tant qu’élément clé de la vie spirituelle, il a été modifié par les rois successifs, ce qui lui permet de faire cohabiter des éléments de plusieurs styles architecturaux. Contrairement aux autres temples khmers, Preah Vihear est construit sur un axe nord-sud qui le démarque des plans conventionnels rectangulaires tournés vers l’est.
Le site consiste essentiellement en une chaussée et des marches à gravir pour accéder au sanctuaire qui trône au sommet d’une falaise de la chaine des Dângrêk au sud du site, à 120 mètres au-dessus de la partie nord, 525 de la plaine cambodgienne et à 625 mètres du niveau de la mer.
Ce temple est situé environ à mi-chemin entre Vat Phou et Angkor. Il n’est pas, contrairement à tous les autres grands monuments khmers le centre d’une cité agraire (pas de douves, un petit Baray, pas de rizières…) mais un vaste centre de pèlerinage, de retraite… Peut-être d’échanges commerciaux vu sa situation au centre de l’ex Empire khmer incluant à l’époque non seulement le Cambodge actuel, mais aussi le nord-est de la Thaïlande et le sud du Laos. Néanmoins, même si sa structure diffère de celle des temples montagnes que l’on trouve à Angkor, ils ont la même fonction, à savoir une représentation du mont Meru, la demeure des dieux.
Les accès aussi bien du Cambodge que de la Thaïlande se rejoignent au bas du site où le seul moyen de visiter est de grimper (c'est inexact, il existe un accès par la route 221 à partir de la Thaïlande, voir plus loin dans le texte ci-dessous).

### Description
Le parcours débute par une rampe de grès puis un escalier de 162 marches agrémenté d’énormes nâgas. Certains prétendent que la balustrade date du règne de Suryavarman Ier et serait la première œuvre d’art khmère représentant des nâgas.
L’allée débouche sur le premier des quatre gopuras qui agrémentent le site. Chaque gopura comprend des marches qui le mettent à un niveau plus élevé que le précédent. Les gopuras empêchent aussi le visiteur de voir la partie suivante du temple tant qu’il n’a pas passé le portail. Il est ainsi impossible de voir l’ensemble du site depuis un point quelconque.
Le premier gopura, de style Koh Ker, garde des traces de la peinture rouge qui le décorait à l’origine, alors que le toit de tuiles a maintenant disparu. Il s’agit d’un petit bâtiment cruciforme avec quatre portes donnant chacune sur un préau composé uniquement de piliers. La porte sud s’ouvre sur une nouvelle allée de 500 mètres menant au deuxième gopura. On remarquera aussi, à l’est, un petit réservoir d’eau (Baray).
Le deuxième gopura est juché sur une pyramide tronquée d’une vingtaine de gradins. Érigé à l’époque du Baphûon, le bâtiment diffère du précédent. Son fronton extérieur sud comporte un des chefs-d’œuvre de Preah Vihear, une représentation du barattage de la mer de lait. Une nouvelle allée, plus courte que les précédentes s’ouvre au sud et conduit au gopura suivant.
Le troisième gopura est installé sur un soubassement similaire au second, mais avec des dimensions et un volume beaucoup plus importants, car il soutient aussi les vastes ailes construites à l’est et à l’ouest du bâtiment cruciforme. Il ré-adopte le style de frontons triangulaires du premier gopura abandonné sur le second. Il contient aussi la première des cours du site.
Le quatrième gopura mène directement au grand mandapa (littéralement : « vestibule »).
Enfin, comparé aux autres bâtiments du site, le sanctuaire central est de dimensions relativement modestes. Il est composé d’une tour centrale ouvrant sur un petit mandapa, et entourée par une galerie muraille dans laquelle on ne peut entrer que par les fenêtres.

## Histoire

### Ermitage auIXesiècle
Les premières constructions sur le site sont attestées par des éléments gravés qui font état d’un ermitage bâti au début du IXe siècle depuis un lingam rapporté de Vat Phou au Laos. À ce moment-là et dans les siècles qui suivront, le temple est dédié au dieu hindou Shiva. Les inscriptions attribuent la fondation de cet ermitage à l'un des fils de Jayavarman II, le prince Indrâyadha, agissant sur l'injonction de Shiva lui-même.

### Temple shivaïte auXIesiècle
La plus ancienne partie encore visible date de l’époque de Koh Ker et plus précisément du règne de Yasovarman Ier, au début du Xe siècle. D’autres éléments de style Banteay Srei (fin du Xe siècle) peuvent être admirés, mais la majeure partie du temple date des règnes de Suryavarman Ier (1002 – 1050) et Suryavarman II (1113 – 1150).

### Temple bouddhiste
À la fin du XIIIe siècle, alors que l’hindouisme est en plein déclin, le temple est converti et dédié, comme la plupart de ses homologues, au bouddhisme theravāda.

## Contentieux frontalier

### Constat géographique
À l’endroit où est situé le temple, la frontière entre le Cambodge et la Thaïlande est délimitée par la ligne de crête des monts Dângrêk, sauf en ce qui concerne Preah Vihear, qui apparaît comme une enclave sur le versant nord-ouest. Cette position Khmère puis Siamoise a été une source de nombreux litiges et le temple a souvent changé de nationalité.

### Province khmère puis siamoise
Le temple fut construit au IXe siècle par l’Empire khmer. Celui-ci, après avoir atteint son apogée, amorça à partir du XIIIe siècle son long déclin alors que le royaume de Sukhothaï à l’ouest démarrait son ascension qui allait aboutir à la création du Siam puis de l’État actuel de Thaïlande. Dans le même temps, à l’est, le Viêt Nam s’étendait vers le sud. Ces deux expansions territoriales se sont faites au détriment de l’Empire khmer. Quand au milieu du XIXe siècle les Français s’installèrent dans la région, le Cambodge actuel était passé sous suzeraineté siamoise,.

### Frontière sous le Protectorat français

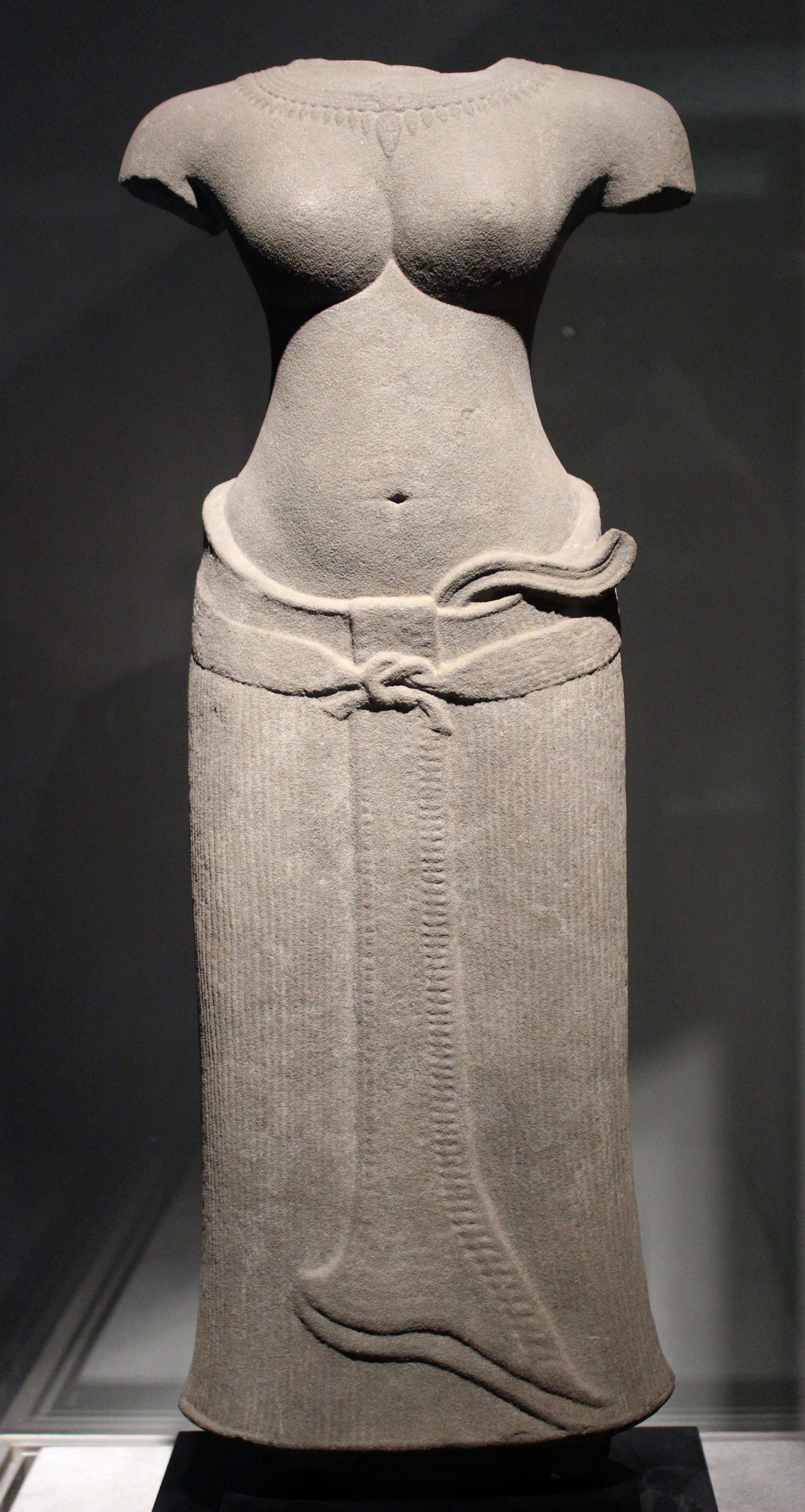
Divinité féminine du Préah Vihéar, musée national des Arts asiatiques - Guimet, Paris. Style de Baphuong, XIe siècle, Grès.

En 1867, le traité franco-siamois de Bangkok est signé par lequel le Siam renonce à sa suzeraineté sur le Cambodge en échange de la reconnaissance du protectorat français et de la pleine souveraineté siamoise sur les provinces de Battambang, Siem Reap, Banteay Mean Chey et Otdar Mean Cheay.
Toutefois, la perte de ces quatre provinces est remise en cause, notamment en 1903 où lors de la visite en France du roi Rama V, il est proposé de les échanger contre celle de Trat et le district d’Amphoe Dan Sai annexés entre-temps par la France et de créer une commission mixte chargée de régler de manière définitive les problèmes de frontière.
Le 13 février 1904, la commission est créée et officiellement chargée de délimiter la frontière entre les deux états. Il fut convenu par les deux gouvernements que la rédaction des cartes serait confiée à la France, le Siam ne disposant pas alors des moyens techniques suffisants pour le faire, et que près du temple, le groupe s’efforcerait de prendre la ligne de crête des Monts Dângrêk comme frontière, ce qui aurait placé le temple du côté thaïlandais.
En 1907, après un travail sur le terrain, des fonctionnaires français dressèrent les cartes. Toutefois, les relevés topographiques, qui furent envoyées aux autorités siamoises et sur lesquels s’appuiera la décision de la cour internationale de justice en 1962, montraient que la frontière s’éloignait de la ligne de crête dans le secteur de Preah Vihear et mettaient le temple du côté cambodgien. En fait, sur la carte correspondante, le temple était visible et la frontière était clairement dessinée au nord de celui-ci. Malgré cela, le Siam utilisa ces cartes, ce qui lui sera reproché plus tard.
Durant la Seconde Guerre mondiale, profitant de la défaite de la France face à l'Allemagne, la Thaïlande récupéra, le 9 mai 1941, les provinces qu’elle avait perdues au début du XXe siècle. Même si elle les rendit en novembre 1947, cela montra qu’elle n’avait en rien abandonné l’espoir de retrouver un jour le terrain perdu sur les puissances coloniales.

### Revendication à l'indépendance du Cambodge, en 1953
En 1953, après l’indépendance du Cambodge et le départ des Français, l’armée thaïe investit le temple. Le Cambodge protesta, et le problème devint politiquement sensible dans les deux pays. Les relations diplomatiques se tendirent et des menaces d’interventions militaires furent évoquées dans les deux camps.
En 1959, le Cambodge porta l’affaire devant la cour internationale de La Haye. Pour rendre son arrêt, la cour ne s’appuya pas sur les questions d’héritage culturel, ni de savoir qui était le véritable successeur de l’Empire khmer, mais  sur des points techniques relatifs aux travaux de délimitation entrepris au début du XXe siècle et sur la façon dont le Siam puis la Thaïlande avaient avalisé les résultats de ces travaux.
À La Haye, le Cambodge fut défendu par l’ancien secrétaire d’État américain Dean Acheson, alors que l’équipe de juristes thaïlandais était assistée par Sir Frank Soskice, ancien procureur général britannique. Le Cambodge soutint que la carte montrant le temple comme lui appartenant était un document officiel, alors que la Thaïlande prétendit qu’il n’émanait pas de la commission mixte et qu’il en violait le principe qui veut que la frontière suive la ligne de crête et place ainsi la majeure partie du temple du côté thaï. Si les officiels thaïlandais n’avaient pas jusqu’alors émis de protestations, c’est parce qu’ils n’avaient pas vu que la carte était incorrecte et qu’en réalité c’était eux qui jouissaient du temple, vu que l’accès par le Cambodge était rendu malaisé par l’escalade de la falaise. L'accès n'est en effet possible qu'au moyen de véhicules tout terrain spéciaux.
Le 15 juin 1962, la cour internationale de justice de la Haye décida par 9 voix contre 3 que Preah Vihear appartenait au Cambodge et par 7 votes contre 5, que la Thaïlande devait restituer toutes les antiquités, notamment les sculptures, qui avaient été prises dans le temple. Dans sa décision, la cour avait noté que durant les cinq décennies qui ont suivi l’établissement de la carte, les autorités siamoises et thaïes n’avaient jamais protesté devant aucune instance internationale de la localisation du temple. Elles n’avaient pas non plus formulé aucune objection lorsqu’en 1930, un officiel colonial français avait reçu à Preah Vihear le prince Damrong Rajanubhab, haut dignitaire siamois. De plus, toujours d’après la cour, la Thaïlande avait accepté et bénéficié d’autres éléments du traité frontalier. De tout cela, il découle que la Thaïlande avait accepté la carte et de ce fait que le temple revenait de droit au Cambodge.
La Thaïlande réagit avec véhémence. Ses dirigeants annonçaient qu’ils boycotteraient les réunions de l’Organisation du traité de l'Asie du Sud-Est afin de protester contre le soutien que les États-Unis auraient accordé au Cambodge dans le différend. Ils s’appuyaient sur le vote du juge américain de la cour et le rôle d’Acheson en faveur du Cambodge ; le gouvernement américain rétorqua qu’Acheson avait simplement agi en tant qu’avocat indépendant rémunéré par le gouvernement khmer. Des manifestations de masse furent organisées dans toute la Thaïlande contre la décision.
Finalement, la Thaïlande accepta de mauvaise grâce que le site retourne au Cambodge. Plutôt que de baisser le drapeau thaïlandais qui flottait sur le temple, les soldats préférèrent déterrer et enlever le mât et l'ériger sur la falaise de Mor I Daeng, où le drapeau flotte toujours aujourd'hui.
D’autre part, si la Thaïlande se résigna à reconnaître la souveraineté du Cambodge sur le temple et ses abords immédiats, il n’en fut pas de même des terrains alentour, prétendant, en contradiction avec le jugement de 1962, qu’en réalité la frontière n’avait jamais été clairement démarquée à cet endroit là.
En janvier 1963, le Cambodge reprit officiellement possession du site lors d’une cérémonie à laquelle participent un millier de personnes dont la plupart est venue en escaladant la falaise du côté cambodgien. Le prince Norodom Sihanouk, chef de l’État cambodgien, réussit l’ascension en moins d’une heure et fit des offrandes aux moines bouddhistes. Il fit aussi un geste de conciliation pendant la cérémonie, en annonçant que les Thaïs pourraient visiter le temple sans visa et que la Thaïlande pourrait conserver les antiquités qu’elle avait pu prendre sur le site.
Toutefois, si ces décisions permirent d’apaiser les tensions, le ressentiment restait sous-jacent et n’attendait qu’une occasion pour reparaître au grand jour. Le plus grave incident fut certainement la réoccupation du temple le 2 avril 1966 par l’armée thaïlandaise, délogée par les Forces armées royales khmères que le 6 du même mois.
En juin 1979, les forces de sécurité thaïlandaises renvoyèrent des dizaines de milliers de réfugiés cambodgiens qui avaient fui l’invasion de leur pays par les troupes vietnamiennes. Pour ce faire, elles décidèrent de les acheminer par bus jusqu’à Preah Vihear, avant de les contraindre à traverser les champs de mines avoisinants. Un certain nombre d'observateurs soulignèrent que le choix du site n’était pas un hasard,.

### Tensions lors de l'inscription au patrimoine mondial de l'UNESCO
Le différend réapparut sur le devant de la scène quand en 2001 le Cambodge fit part de sa volonté de faire enregistrer le temple au patrimoine mondial de l'UNESCO. La Thaïlande protesta qu'une telle décision devait découler d’un effort commun au motif que la frontière entre les deux pays n’était pas encore clairement délimitée et que la souveraineté de certains terrains faisant partie du projet n’avait pas été réglée par l’arrêt de 1962. On pensait que la tension avait atteint son comble quand, lors de la réunion de l’UNESCO du 27 juin 2007 à Christchurch, les réserves thaïlandaises firent ajourner l’inscription du temple.
Après cela, les deux pays admirent que Preah Vihear présentait une « valeur culturelle universelle remarquable » et devait être inscrit au plus tôt à la liste du patrimoine de l’humanité. Les deux nations s’étaient mises d’accord pour que le Cambodge propose officiellement, avec le soutien de la Thaïlande, le site à la 32e session du Comité d’évaluation des patrimoines mondiaux qui devait se tenir à Québec lors de l’été 2008. En contrepartie, la zone à inscrire avait été amputée d’un territoire de 4,2 kilomètres carrés revendiqué par le Cambodge mais occupé par l’armée thaïe ; seuls le temple et ses abords immédiats faisaient encore partie du site à enregistrer.
Alors que l’on pensait la tension apaisée, elle rebondit en crise politique et nationaliste. L’Alliance du peuple pour la démocratie (PAD), principale organisation d’opposition thaïlandaise, utilisa le temple comme cheval de bataille dans sa lutte contre le Parti du pouvoir du peuple du premier ministre Samak Sundaravej, accusant le gouvernement, par l’approbation de l’inscription, de « consommer » la perte des territoires contestés. Face à ces tensions internes, la Thaïlande dut retirer son soutien officiel à l’enregistrement du temple et s’enfonça dans une crise politique qui un an plus tard n’était toujours pas close. Le Cambodge continua néanmoins le processus d’enregistrement, et, le 7 juillet 2008, le temple de Preah Vihear était inscrit au patrimoine mondial de l’humanité.
La dispute s’étendit encore en août 2008, jusqu’à inclure le site de Ta Moan 153 kilomètres à l’est, sur la frontière entre les provinces de Surin (Thaïlande) et Otdar Mean Cheay (Cambodge). D’autres sources prétendent que le temple de Sdok Kok Thom, dans le district thaïlandais d’Amphoe Aranyaprathet, pourrait lui aussi devenir une source de conflit, bien qu’il soit à 1,6 kilomètre à l’intérieur des terres thaïlandaises et d’une frontière bien démarquée, dans un secteur  qui n’a jusqu’alors fait l’objet d'aucun litige, contrairement à Ta Moan et Preah Vihear.
Début 2011, des échanges de tirs ont lieu aux alentours du temple, entre soldats cambodgiens et thaïlandais. Cinq personnes furent tuées lors de la première semaine de février, des « milliers de villageois » évacués, et le 6 février l'armée cambodgienne publia un communiqué indiquant qu'une aile du temple s'est effondrée sous des bombardements thaïlandais. Fin 2013 il n'était toujours pas possible de visiter le temple côté Thaïlande. Il faut se rendre au Cambodge depuis Poipet par exemple afin de rejoindre le temple, la frontière entre le Cambodge et la Thaïlande étant fermé.

## Accès
Le temple a donné son nom à la province cambodgienne sur laquelle il est implanté, mais aussi au parc national Khao Phra Wihan dans la province thaïlandaise de Si Saket qui le jouxte. Par le Cambodge, on peut accéder au temple depuis Tbeng Meanchey dans la province de Preah Vihear ou, depuis Siem Reap, en passant par Anlong Veng.
Depuis la Thaïlande, l’accès est plus facile et se fait par le district de Kantharalak, dans la province de Si Saket. Toutefois, l’entrée du temple est fermée dès que les relations se refroidissent entre les deux pays (émeutes anti-thaïes à Phnom Penh en janvier 2003, enregistrement du temple par l’UNESCO en juillet 2008…)